# 卡爾德拉
卡爾德拉（西班牙語：Caldera）是智利阿塔卡馬大區的港口，擁有防波堤保護的優良海港，位於科皮亞波以西75公里，現時人口約14,000。由於卡爾德拉位於阿他加馬沙漠邊緣，因此氣候十分炎熱乾燥，經濟收益來自銅礦和柑橘屬出口、捕魚業和旅遊業。

## 圖片集

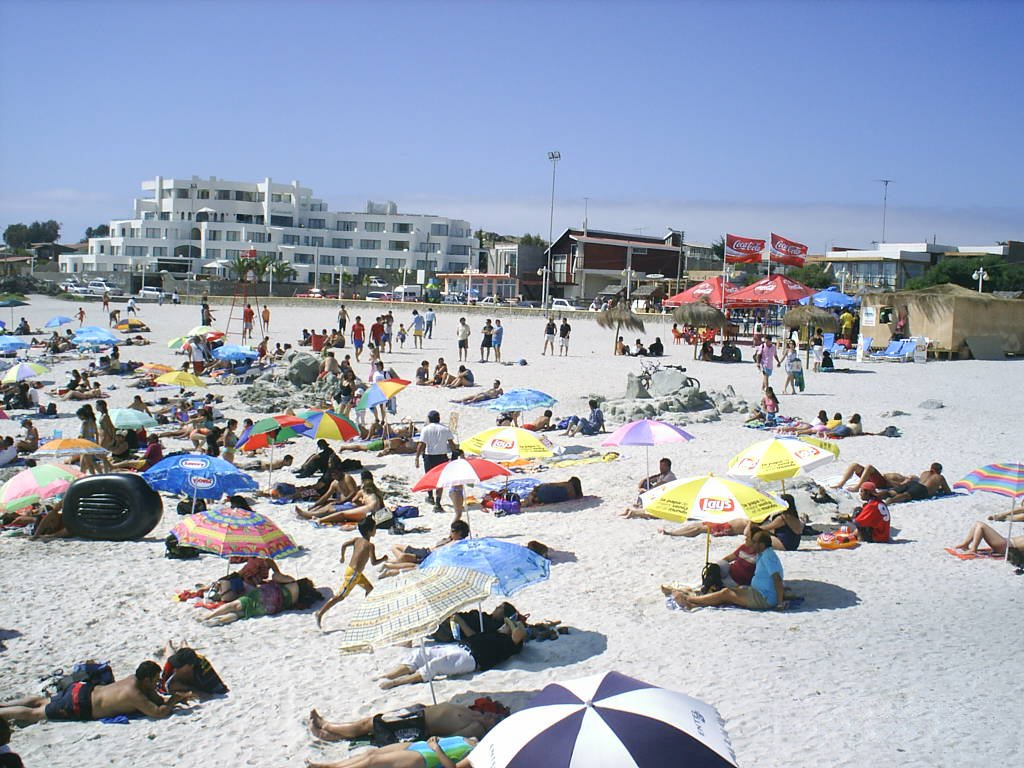
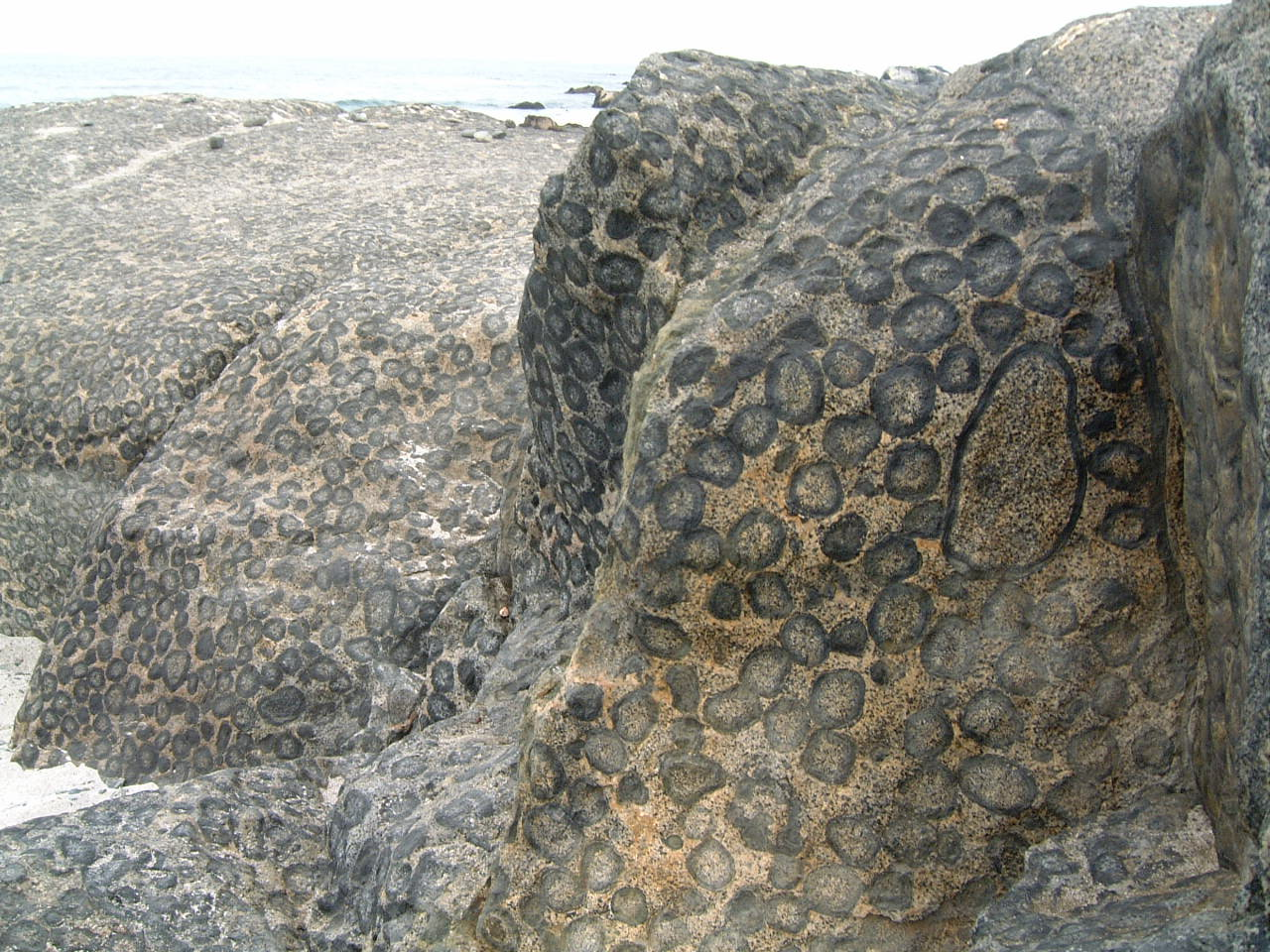
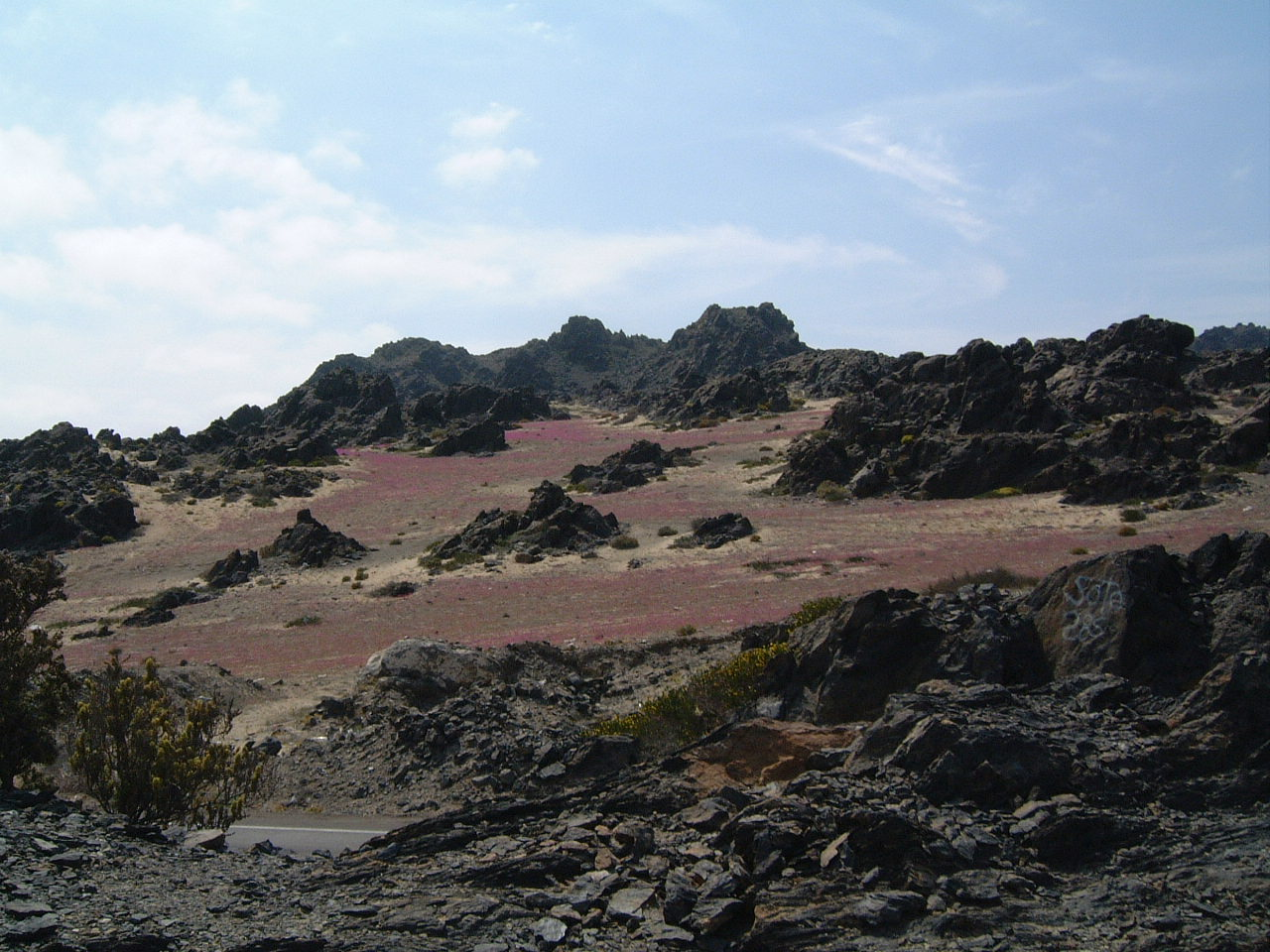
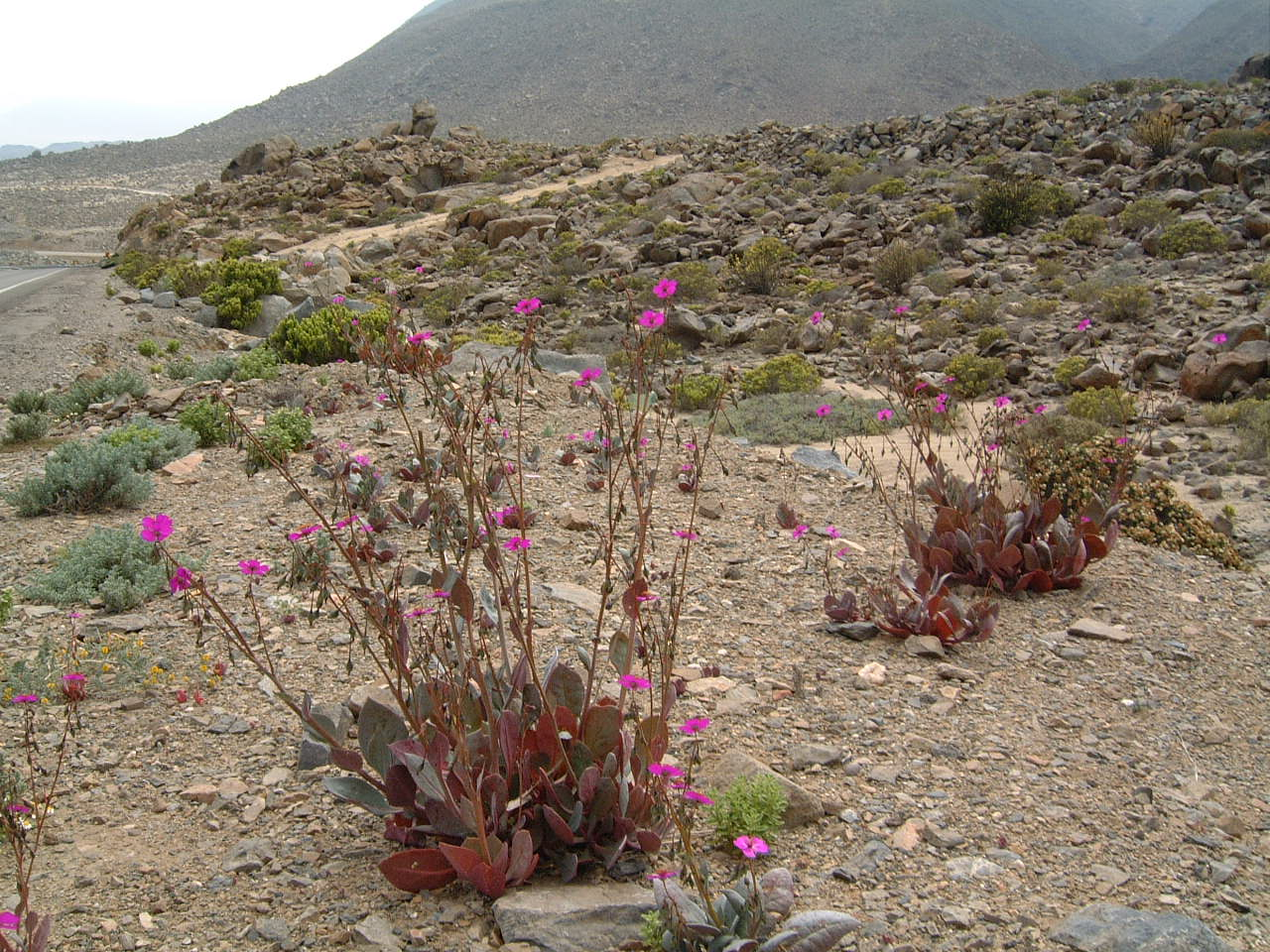

27°04′S 70°50′W / 27.067°S 70.833°W